# 伊西德羅阿約拉縣
1°53′S 80°10′W / 1.883°S 80.167°W
伊西德羅阿約拉縣（西班牙語：Cantón Isidro Ayora），是厄瓜多爾的縣份，位於該國中部，由瓜亞斯省負責管轄，始建於1996年8月2日，面積492平方公里，2001年人口8,226，人口密度每平方公里16.72人。